# Суарес, Джейсон
Джейсон Александр Суарес (исп. Jeison Alexander Suárez; род. 21 марта 1991, Либано, Толима) — колумбийский легкоатлет, специалист по бегу на длинные дистанции и марафону. Выступает за сборную Колумбии по лёгкой атлетике с 2010 года, чемпион Игр Центральной Америки и Карибского бассейна, чемпион Боливарианских игр, действующий рекордсмен страны в марафоне, участник летних Олимпийских игр в Токио.

## Биография
Джейсон Суарес родился 21 марта 1991 года в городе Либано департамента Толима.
В детстве увлекался футболом, затем в возрасте 16 лет по совету тренера Луиса Габриэля Вильегаса перешёл в лёгкую атлетику — чтобы получить стипендию и тем самым помочь своим родителям. Вначале ему не нравилось бегать, но со временем он полюбил этот вид спорта. Впоследствии состоял в клубе «Порвенир» из департамента Валье-дель-Каука, являлся подопечным тренера Хуана Карлоса Кардоны. Предпочитал проходить подготовку в городе Ла-Сеха на высоте около 2200 метров над уровнем моря.
В 2007 году, вскоре после того как Джейсон начал заниматься бегом, в его семье произошла трагедия — в результате падения с крыши погиб его брат-близнец Джейден, с которым они вместе мечтали о карьере профессиональных атлетов.
Впервые Джейсон Суарес заявил о себе в лёгкой атлетике на международном уровне в сезоне 2010 года, когда вошёл в состав колумбийской национальной сборной и выступил на чемпионате Южной Америки по кроссу в Гуаякиле, где стал среди юниоров пятым.
В 2012 году на молодёжном южноамериканском первенстве в Сан-Паулу занял 11-е место в беге на 5000 метров.
В сентябре 2016 года с достаточно высоким результатом 1:04:47 пробежал полумарафон Букараманге.
Начиная с 2017 года активно принимал участие в различных коммерческих стартах на шоссе, в частности одержал победу на домашних полумарафонах в Ибаге и Вильявисенсио. На Боливарианских играх в Санта-Марте так же был лучшим в зачёте полумарафона.
В 2018 году с результатом 2:18:13 занял 15-е место на Роттердамском марафоне. Победил в марафоне на Играх Центральной Америки и Карибского бассейна в Барранкилье (2:29:54).
В 2019 году финишировал пятым на Дюссельдорфском марафоне (2:14:48), тогда как на Панамериканских играх в Лиме сошёл с дистанции.
В 2020 году занял 105-е место на чемпионате мира по полумарафону в Гдыне.
В апреле 2021 года занял 14-е место на Энсхедском марафоне, установив при этом ныне действующий национальный рекорд Колумбии в данной дисциплине — 2:10:51 (предыдущий рекорд 2:11:17, установленный Карлосом Грисалесом, держался с 1996 года). Выполнив с большим запасом олимпийский квалификационный норматив (2:19:00), удостоился права защищать честь страны на летних Олимпийских играх в Токио — здесь в программе марафона показал результат 2:13:29, расположившись в итоговом протоколе соревнований на 15-й строке.